# Coppa Italia 2017-2018 (pallamano maschile)
La Coppa Italia di pallamano 2017-2018 è stata la 33ª edizione della coppa nazionale di pallamano maschile. Si è svolta a Conversano, in provincia di Bari, e l'impianto di gioco è stato il Pala San Giacomo.

## Formula
Il torneo si è disputato con la formula delle Final Eight. Le otto squadre ammesse sono la squadra ospitante della manifestazione e le prime due classificate di ognuno dei tre gironi della Serie A 2017-18 e le due migliori terze al termine della prima fase. Qualora la società ospitante non rientrasse fra le prime due classificate del proprio girone o fra le due migliori terze, sarà qualificata alla competizione solo la migliore terza dei tre gironi.

## Squadre partecipanti
- Squadra ospitante:  Junior Fasano
- 1º Girone A:  Bozen
- 1º Girone B:  Bologna United
- 1º Girone C:  Conversano
- 2º Girone A:  Pressano
- 2º Girone B:  Cingoli
- 3º Girone A:  Trieste
- 3º Girone C:  Albatro Siracusa

## Risultati

### Tabellone
|  | Quarti di finale           | Quarti di finale           |                            |                  | Semifinali                | Semifinali                |  |  | Finale                     | Finale |
|  |                            |                            |                            |                  |                           |                           |  |  |                            |        |
|  | 16 febbraio 2018, h. 20:00 |                            |                            |                  |                           |                           |  |  |                            |        |
|  |                            |                            |                            |                  |                           |                           |  |  |                            |        |
|  | Bozen                      | 24                         |                            |                  |                           |                           |  |  |                            |        |
|  | Bozen                      | 24                         | 17 febbraio 2018, h. 20:00 |                  |                           |                           |  |  |                            |        |
|  | Junior Fasano              | 21                         |                            |                  |                           |                           |  |  |                            |        |
|  | Junior Fasano              | 21                         | Bozen                      | 37               |                           |                           |  |  |                            |        |
|  | 16 febbraio 2018, h. 18:00 |                            | Bozen                      | 37               |                           |                           |  |  |                            |        |
|  |                            | Conversano                 | 36                         |                  |                           |                           |  |  |                            |        |
|  | Conversano                 | Conversano                 | 36                         | 28               |                           |                           |  |  |                            |        |
|  | Conversano                 |                            | 18 febbraio 2018, h. 20:00 | 28               |                           |                           |  |  |                            |        |
|  | Trieste                    | 21                         |                            |                  |                           |                           |  |  |                            |        |
|  | Trieste                    | 21                         | Bozen                      | 20               |                           |                           |  |  |                            |        |
|  | 16 febbraio 2018, h. 14:00 |                            | Bozen                      | 20               |                           |                           |  |  |                            |        |
|  |                            | Pressano                   | 26                         |                  |                           |                           |  |  |                            |        |
|  | Cingoli                    | Pressano                   | 26                         | 24               |                           |                           |  |  |                            |        |
|  | Cingoli                    | 17 febbraio 2018, h. 18:00 |                            | 24               |                           |                           |  |  |                            |        |
|  | Albatro Siracusa           | 25                         |                            |                  |                           |                           |  |  |                            |        |
|  | Albatro Siracusa           | 25                         | Albatro Siracusa           | 15               | Finale per il terzo posto | Finale per il terzo posto |  |  |                            |        |
|  | 16 febbraio 2018, h. 16:00 |                            | Albatro Siracusa           | 15               | Finale per il terzo posto | Finale per il terzo posto |  |  |                            |        |
|  |                            | Pressano                   | 23                         |                  |                           |                           |  |  |                            |        |
|  | Bologna United             | Pressano                   | 23                         | 25               | Conversano                | 27                        |  |  |                            |        |
|  | Bologna United             |                            |                            | 25               | Conversano                | 27                        |  |  |                            |        |
|  | Pressano                   | 28                         |                            | Albatro Siracusa | 25                        |                           |  |  |                            |        |
|  | Pressano                   | 28                         |                            |                  | 25                        |                           |  |  |                            |        |
|  |                            |                            |                            |                  |                           |                           |  |  | 18 febbraio 2018, h. 17:30 |        |
|  |                            |                            |                            |                  |                           |                           |  |  |                            |        |

### Tabellone 5º-8º posto
|  | Semifinali 5º-8º posto | Semifinali 5º-8º posto | Semifinali 5º-8º posto |               |                | Finale 5º posto | Finale 5º posto | Finale 5º posto |  |
|  |                        |                        |                        |               |                |                 |                 |                 |  |
|  | Cingoli                | Cingoli                | 24                     |               |                |                 |                 |                 |  |
|  | Cingoli                | Cingoli                | 24                     |               |                |                 |                 |                 |  |
|  | Bologna United         | Bologna United         | 38                     |               |                |                 |                 |                 |  |
|  | Bologna United         | Bologna United         | 38                     |               | Bologna United | Bologna United  | 31              |                 |  |
|  |                        |                        |                        |               | Bologna United | Bologna United  | 31              |                 |  |
|  |                        |                        | Junior Fasano          | Junior Fasano | 33             |                 |                 |                 |  |
|  | Trieste                | Trieste                | Junior Fasano          | Junior Fasano | 33             | 24              |                 |                 |  |
|  | Trieste                | Trieste                |                        |               |                | 24              |                 |                 |  |
|  | Junior Fasano          | Junior Fasano          | 30                     |               |                | Finale 7º posto | Finale 7º posto | Finale 7º posto |  |
|  | Junior Fasano          | Junior Fasano          | 30                     |               |                |                 |                 |                 |  |
|  |                        |                        |                        |               |                |                 |                 |                 |  |
|  |                        |                        |                        |               |                | Cingoli         | Cingoli         | 23              |  |
|  |                        |                        |                        |               |                | Cingoli         | Cingoli         | 23              |  |
|  |                        |                        |                        |               |                | Trieste         | Trieste         | 25              |  |

#### Quarti di finale
| Arbitri: | Alperan Scevola |

|           |           |            |
| Nocelli 7 | Marcatori | Cantore 11 |

| Arbitri: | Simone Monitillo |

|           |           |                    |
| Bošnjak 7 | Marcatori | Di Maggio, Šenta 6 |

| Arbitri: | Di Domenico Fornasier |

|               |           |            |
| Stabellini 10 | Marcatori | Udovičić 6 |

| Arbitri: | Zendali Riello |

|           |           |              |
| Moretti 9 | Marcatori | Riccobelli 6 |

#### Semifinali 5º-8º posto
| Arbitri: | Di Domenico Fornasier |

|                  |           |           |
| Ilari, Nocelli 5 | Marcatori | Bošnjak 6 |

| Arbitri: | Rosca Merisi |

|            |           |              |
| Udovičić 9 | Marcatori | Angiolini 10 |

#### Semifinali
| Arbitri: | Alperan Scevola |

|           |           |                 |
| Álvarez 5 | Marcatori | tre giocatori 4 |

| Arbitri: | Dionisi Maccarone |

|              |           |           |
| Stabellini 8 | Marcatori | Moretti 8 |

#### Finale 7º posto
| Arbitri: | Rosca Merisi |

|            |           |           |
| Udovičić 9 | Marcatori | Arcieri 8 |

#### Finale 5º posto
| Arbitri: | Dionisi Maccarone |

|                  |           |          |
| Bošnjak, Garau 6 | Marcatori | Maione 9 |

#### Finale 3º posto
| Arbitri: | Zendali Riello |

|           |           |                 |
| Álvarez 9 | Marcatori | tre giocatori 5 |

#### Finale
| Arbitri: | Francesco Simone Piero Monitillo (Altamura) |

|                                                                        |           |                                                                                                  |
| Dapiran 7 Moretti 4 Stricker 3 Sonnerer 2 Gaeta 1 Šporčić 1 Turković 1 | Marcatori | Di Maggio 5 Giongo 5 Dallago 4 D'Antino 4 Šenta 4 Alessandrini 1 Bertolez 1 Bolognani 1 Chistè 1 |

## Campioni
| Vincitore Coppa Italia 2017-2018 |
| -------------------------------- |
| Pressano 1º titolo               |